# Испытание на проникновение
Тестирование на проникновение (жарг. пентест или пентестинг; англ. pentest, сокр. от penetration test) — метод оценки безопасности компьютерных систем или сетей средствами моделирования атаки злоумышленника. Процесс включает в себя активный анализ системы на наличие потенциальных уязвимостей, которые могут спровоцировать некорректную работу целевой системы, либо полный отказ в обслуживании. Анализ ведётся с позиции потенциального атакующего и может включать в себя активное использование уязвимостей системы. Результатом работы является отчёт, содержащий в себе все найденные уязвимости системы безопасности, а также может содержать рекомендации по их устранению. Цель испытаний на проникновение — оценить возможность его осуществления и спрогнозировать экономические потери в результате успешного осуществления атаки. Испытание на проникновение является частью аудита безопасности. Специалист, проводящий испытание на проникновение, называется пентестером. Результатом проведения испытания на проникновение, как правило, является отчёт, содержащий выявленные в ходе анализа уязвимости и опционально рекомендации по их устранению.

## Открытые и закрытые системы
В основе испытаний на проникновение могут лежать несколько различных методик. Основными отличиями является наличие информации об исследуемой системе. При проверке закрытых систем (систем типа чёрный ящик) атакующий не имеет первоначальных сведений об устройстве атакуемой цели. Первоначальная задача такого вида проверки — сбор необходимой информации о расположении целевой системы, её инфраструктуры. Помимо закрытых систем существуют открытые (доступна полная информация о целевой системе), и полузакрытые (имеется лишь частичная информация).

## Целевые системы
К целевым системам относятся компьютерные системы c доступом из сети Интернет. Испытание на проникновение должно проводиться до запуска целевой системы в массовое использование. Это дает определенный уровень гарантии, что любой атакующий не сможет нанести вред, прямой или косвенный, работе исследуемой системы.

## История
К середине 1960-х годов растущая популярность компьютерных систем с разделением времени, которые делали ресурсы доступными по линиям связи, породила новые проблемы безопасности. Как объясняют ученые Дебора Рассел и Г. Т. Гангеми-старший, «1960-е ознаменовали истинное начало эпохи компьютерной безопасности».:27